# Affenstunde
Affenstunde (Nederlands: Apenuur) is het debuutalbum uit 1970 van de Duitse elektronische-muziekband Popol Vuh. Het is een album met instrumentale experimentele Moogsynthesizermuziek van basislid Florian Fricke.
Rond 1969 was Florian Fricke een van de twee mensen in Duitsland die een Moogsynthesizer bezaten; de ander was Eberhard Schoener. Fricke experimenteerde zelf hoe het toestel kon gebruikt worden.
Nadat het album opent met een geluid van tjirpende vogels, opent zich een landschap met Moog-geluiden. Halverwege de eerste track komen er ook een eerste maal percussiegeluiden bij, die later op de voorgrond treden. De tweede kant van de elpee wordt volledig ingenomen door de titeltrack Affenstunde. Fricke vertelde later dat hij met deze muziek afstand wilde nemen van de gangbare Duitse schlagers en Amerikaanse rock. De muziek wordt wel vergeleken met de eerste vier albums van Tangerine Dream en dan met name Zeit, waarop Fricke ook meespeelde.
Het album werd opgenomen in de Bavaria Music Studio in München. Het verscheen een eerste maal in Duitsland bij Liberty, maar werd de volgende decennia malen bij verschillende labels heruitgebracht in Duitsland, Frankrijk, Japan, Europa en de VS.

## Musici
- Florian Fricke: Moogsynthesizer
- Holger Trülzsch: percussie
- Frank Fiedler: synthesizers, mixdown

## Muziek
1. "Ich Mache einen Spiegel - Dream Part 4" – 8:40
2. "Ich Mache einen Spiegel - Dream Part 5" – 4:50
3. "Ich Mache einen Spiegel - Dream Part 49" – 7:35
4. "Affenstunde" – 18:57

Op de cd-versie bij SPV uit 2004 en 2018 verscheen nog als bonusnummer "Train Through Time" (10:30). Andere persingen bevatten andere tracks als bonusmateriaal.